# Pagyda parallelivalva
Pagyda parallelivalva is een vlinder uit de familie van de grasmotten (Crambidae), uit de onderfamilie van de Pyraustinae. De wetenschappelijke naam van deze soort is voor het eerst voorgesteld door Hou-Hun Li in een publicatie uit 2019.
De soort komt voor in China (Hainan).